# Scatophagus argus
Il pesce leopardo (Scatophagus Argus) è un pesce d'acqua salmastra, appartenente alla famiglia degli Scatophagidae.

## Descrizione
Il corpo ha una forma quadrangolare, fortemente compressa. Il profilo dorsale del capo è ripido. L'occhio è moderatamente grande, con il diametro leggermente più piccolo della lunghezza del muso. Il muso è arrotondato. La bocca è piccola, orizzontale, non protrattile. I denti sono villiformi, disposti in parecchie file sulle mascelle.
La dimensione massima in natura è di circa 38 centimetri.
È di un colore di fondo verdastro. Gli esemplari giovanili presentano alcune grandi macchie arrotondate, delle dimensioni di un occhio, o con circa 5 o 6 larghe strisce scure verticali. Nei grandi esemplari adulti, gli spot possono essere sbiaditi e limitati alla parte dorsale dei fianchi.
Le spine dorsali, anali e pelviche sono considerate velenose e capaci di infliggere dolorose ferite dai pescatori delle Filippine, proprio per questo viene utilizzato nella medicina cinese.

## Distribuzione e habitat
Da grande eurialino la sua proprietà di tollerare, per più o meno lunghi periodi di tempo, quasi qualsiasi livello e sbalzo di salinità, ha fatto sì che, tramite migrazioni in mare aperto, questo pesce potesse spostarsi per lunghi tragitti andando a colonizzare zone geografiche anche molto lontane tra loro. Attualmente Scatophagus argus è rinvenibile in varie zone costiere e d'estuario di quasi tutto l'Indopacifico, dell'Australia settentrionale e dell'Africa orientale, presente anche in Kuwait, isole Figi, Sri Lanka e Giappone. Popola soprattutto le zone a ridosso dei grandi scarichi fognari, motivo per cui ha ormai raggiunto una robustezza ed una capacità d'adattabilità che non ha eguali.
È comunque un pesce che, nell'arco del suo ciclo vitale, alterna periodi di vita in mare (in zone costiere) a periodi di vita in acque salmastre e/o addirittura dolci, difficile quindi definirne zone geografiche di ritrovamento ben delineate.

## Alimentazione
I pesci leopardo sono onnivori, e mangiano praticamente qualsiasi cosa; il loro stesso nome scientifico deriva dal greco e significa "mangiatore di escrementi". 
Mangiano quindi anche le piante, dalle foglie alle radici.